# Production et consommation animale en Suisse

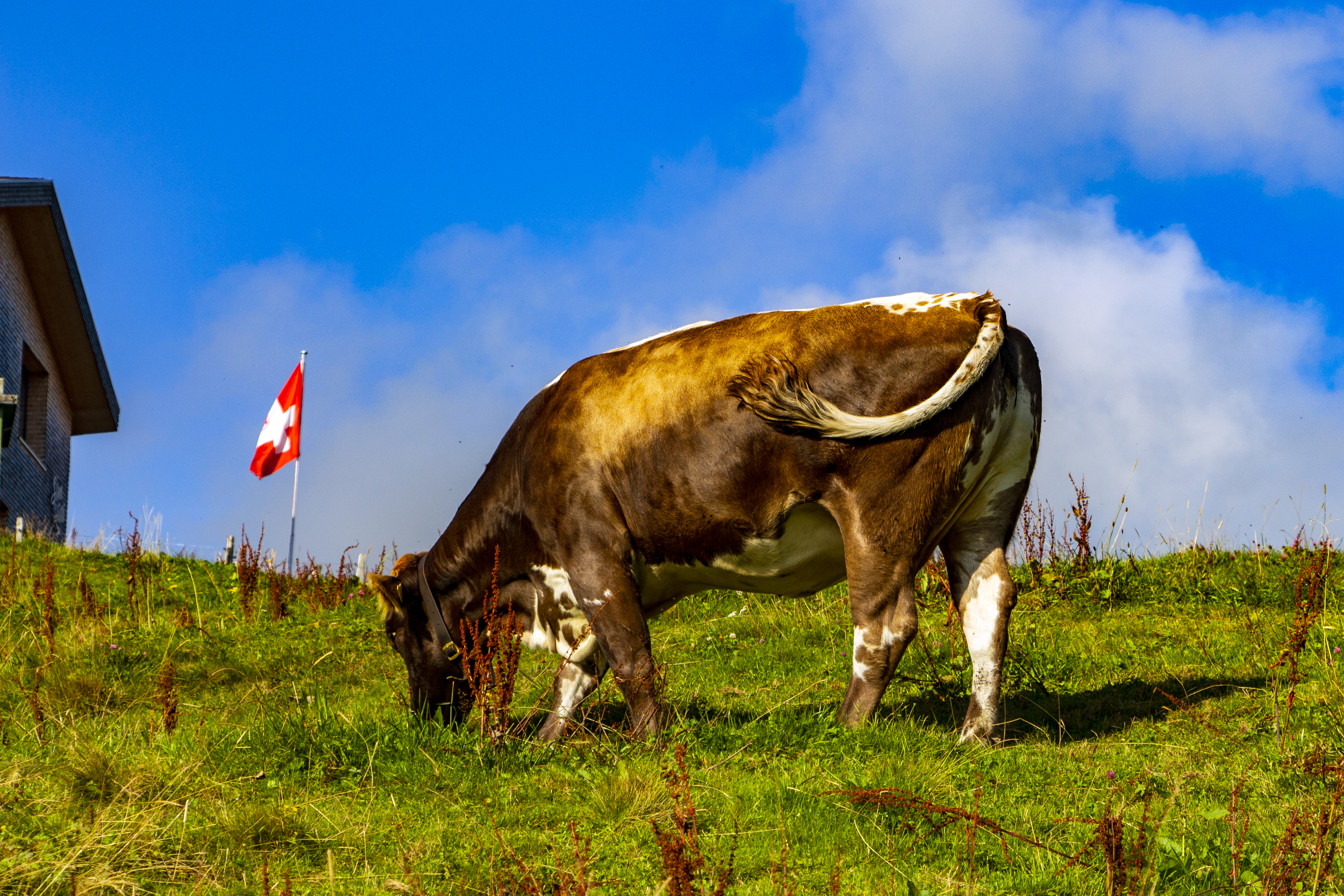
Une vache en Suisse.

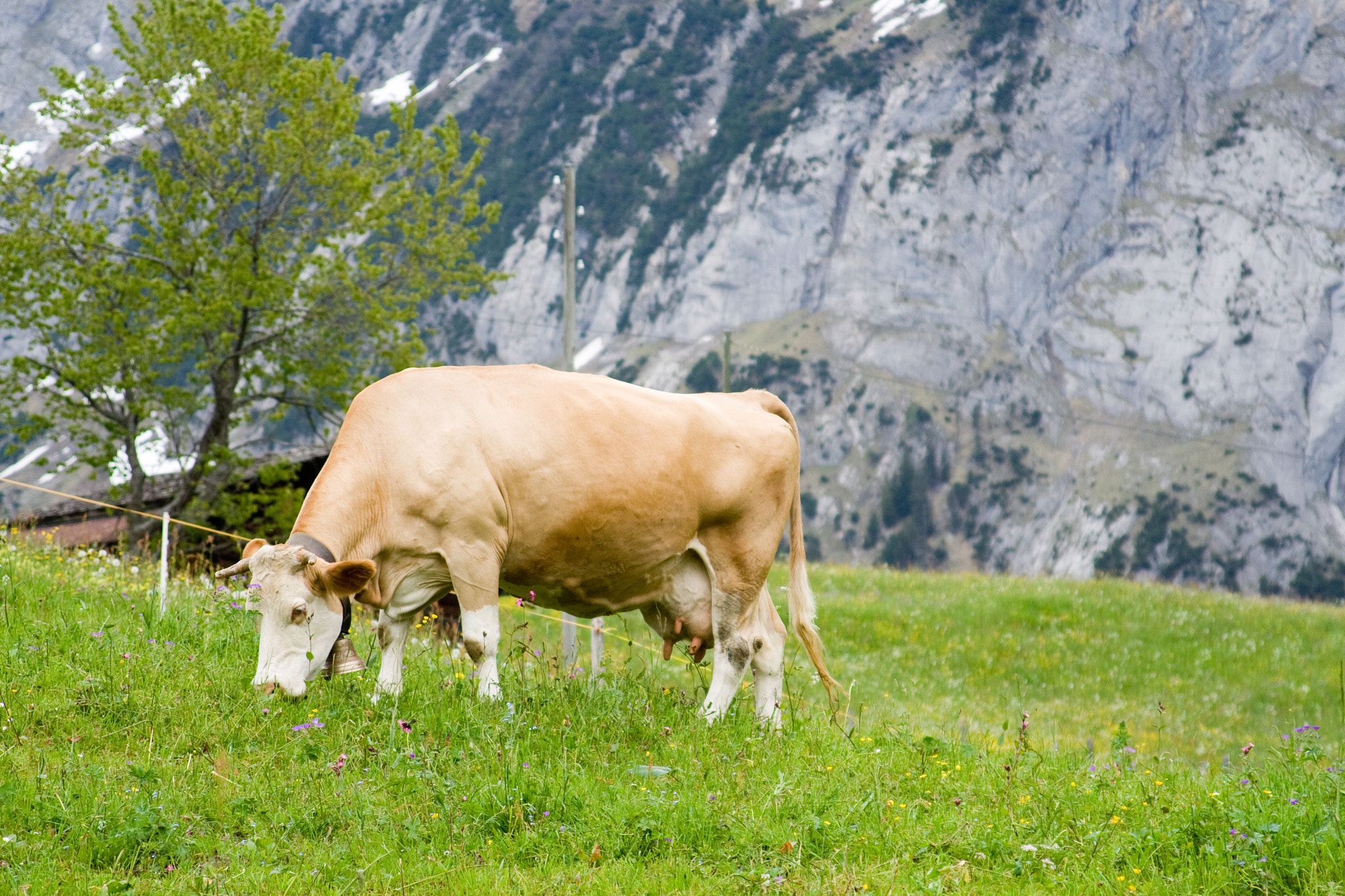
Une vache de race Simmental en Suisse.

Cet article fournit diverses informations sur la production et consommation animale en Suisse.
La production animale en Suisse concerne l'effectif des animaux de rente (bovins, porcs, volaille, ovins), la production d’œufs et de lait ainsi que les animaux abattus pour la production de viande.
La consommation animale en Suisse est l'ensemble des produits animaux, de production locale ou importée, consommée en Suisse.

## Animaux de rente

### Effectif
En 2012, les effectifs des animaux de rentes en Suisse étaient les suivants : 
- 1 544 017 porcs dont 128 367 truies d'élevage ;
- 1 564 631 bovins dont 705 642 vaches soit 45,1 % des bovins ;
- 9 878 279 poules dont 2 520 633 poules pondeuses et d’élevage soit 25,5 % des poules et 76 322 autres volailles ;
- 417 274 moutons ;
- 58 031 chevaux et 20 140 autres équidés ;
- 88 089 chèvres.

La densité du cheptel est élevée en Suisse. Elle est plus du double de la moyenne de la densité du cheptel dans l'Union européenne. Il y a 1,7 unité de gros bétail par ha de surface agricole utile en Suisse pour 0,7 dans l'Union européenne, 3,6 aux Pays-Bas, 1,9 au Danemark, 1,1 en Allemagne, 0,9 en Autriche, 0,8 en France et en Italie.

### Production de viande d'animaux d’élevage
En 2012, selon l’interprofession suisse de la filière viande Proviande coopérative, 61 020 200 animaux de rente ont été abattus en Suisse, répartis comme suit :
- Bovins : 641 400
  - Bœufs : 32 600
  - Génisses : 79 200
  - Taureaux : 105 400
  - Vaches : 171 600
  - Veaux : 252 000
- Porcs : 2 782 800
- Moutons : 234 700
- Volaille : 57 596 000

## Faune sauvage

### Effectif de la faune sauvage en Suisse
|                     | 1970         | 1980    | 1990    | 2000    | 2010    | 2012    |
| ------------------- | ------------ | ------- | ------- | ------- | ------- | ------- |
| Cerfs rouges        | 11 880       | 20 468  | 21 195  | 23 402  | 28 504  | 30 349  |
| Chevreuil           | 92 585       | 102 140 | 117 203 | 128 133 | 112 734 | 115 289 |
| Chamois             | 53 360       | 63 965  | 94 447  | 89 535  | 91 334  | 91 856  |
| Bouquetin des Alpes | (1973) 7 088 | 10 206  | 14 451  | 13 785  | 15 552  | 16 645  |

## Chasse en Suisse
En 2014, la Suisse comptait 29 864 personnes autorisées à chasser dont 1 337 chasseurs novices en formation. Parmi elles, 14 493 chasseurs possédaient un permis de chasse pour le grand gibier et 10 415 un permis pour le petit gibier. Le contrôle de la chasse est effectué par 173 garde-faune permanents et 1 507 auxiliaires.

### Gibier à poil abattu en Suisse
Tableau de chasses
|                               | 1970   | 1980       | 1990   | 2000   | 2010   | 2014   |
| ----------------------------- | ------ | ---------- | ------ | ------ | ------ | ------ |
| Cerfs rouges                  | 1 611  | 4 097      | 6 241  | 6 997  | 9 016  | 10 715 |
| Chevreuil                     | 26 111 | 43 958     | 37 239 | 42 210 | 39 664 | 40 575 |
| Chamois                       | 10 821 | 14 818     | 17 976 | 16 511 | 13 319 | 12 129 |
| Sanglier                      | 60     | 534        | 1 496  | 3 939  | 6 878  | 5 802  |
| Bouquetin des Alpes (protégé) | 0      | (1981) 471 | 1 068  | 923    | 1 074  | 1 054  |

|                 | 1970   | 1980   | 1990   | 2000   | 2010   | 2014   |
| --------------- | ------ | ------ | ------ | ------ | ------ | ------ |
| Renard roux     | 19 950 | 13 869 | 33 174 | 39 208 | 28 224 | 24 093 |
| Blaireau        | 1 563  | 950    | 1 812  | 2 465  | 2 764  | 2 483  |
| Fouine          | 1 495  | 2 897  | 3 163  | 2 645  | 1 407  | 1 217  |
| Martre des pins | 590    | 371    | 192    | 148    | 127    | 138    |

|                    | 1970   | 1980   | 1990  | 2000  | 2010  | 2014  |
| ------------------ | ------ | ------ | ----- | ----- | ----- | ----- |
| Lièvre brun        | 20 097 | 14 597 | 5 618 | 2 584 | 2 398 | 1 740 |
| Lièvre variable    | 2 355  | 1 865  | 1 526 | 1 175 | 1 335 | 1 181 |
| Lapin de garenne   | 591    | 663    | 403   | 28    | 6     | 0     |
| Marmotte des Alpes | 9 833  | 8 456  | 7 015 | 7 720 | 7 884 | 6 445 |

## Produits carnés

### Charcuterie

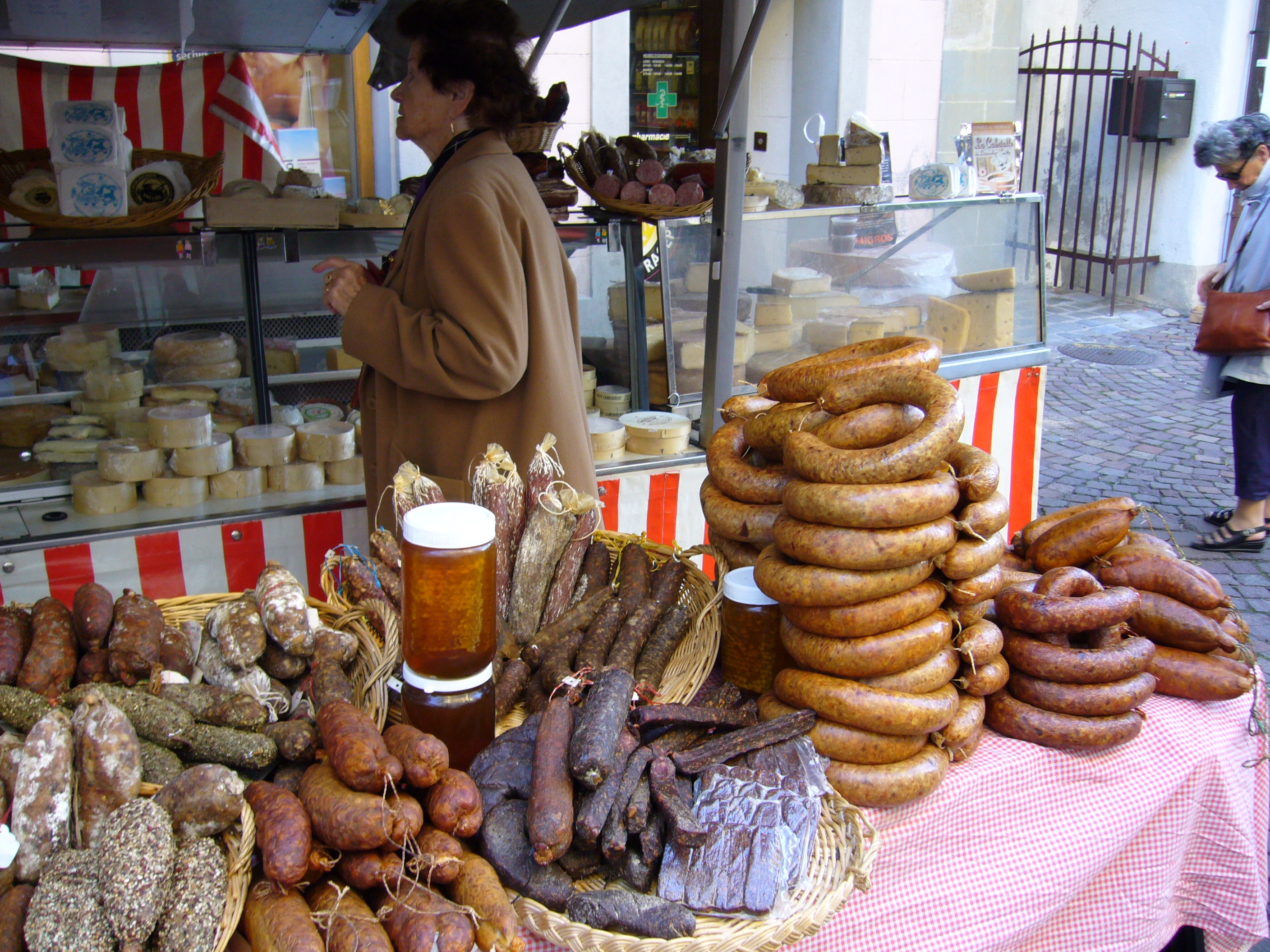
Charcuteries sur une étale du marché de Lutry

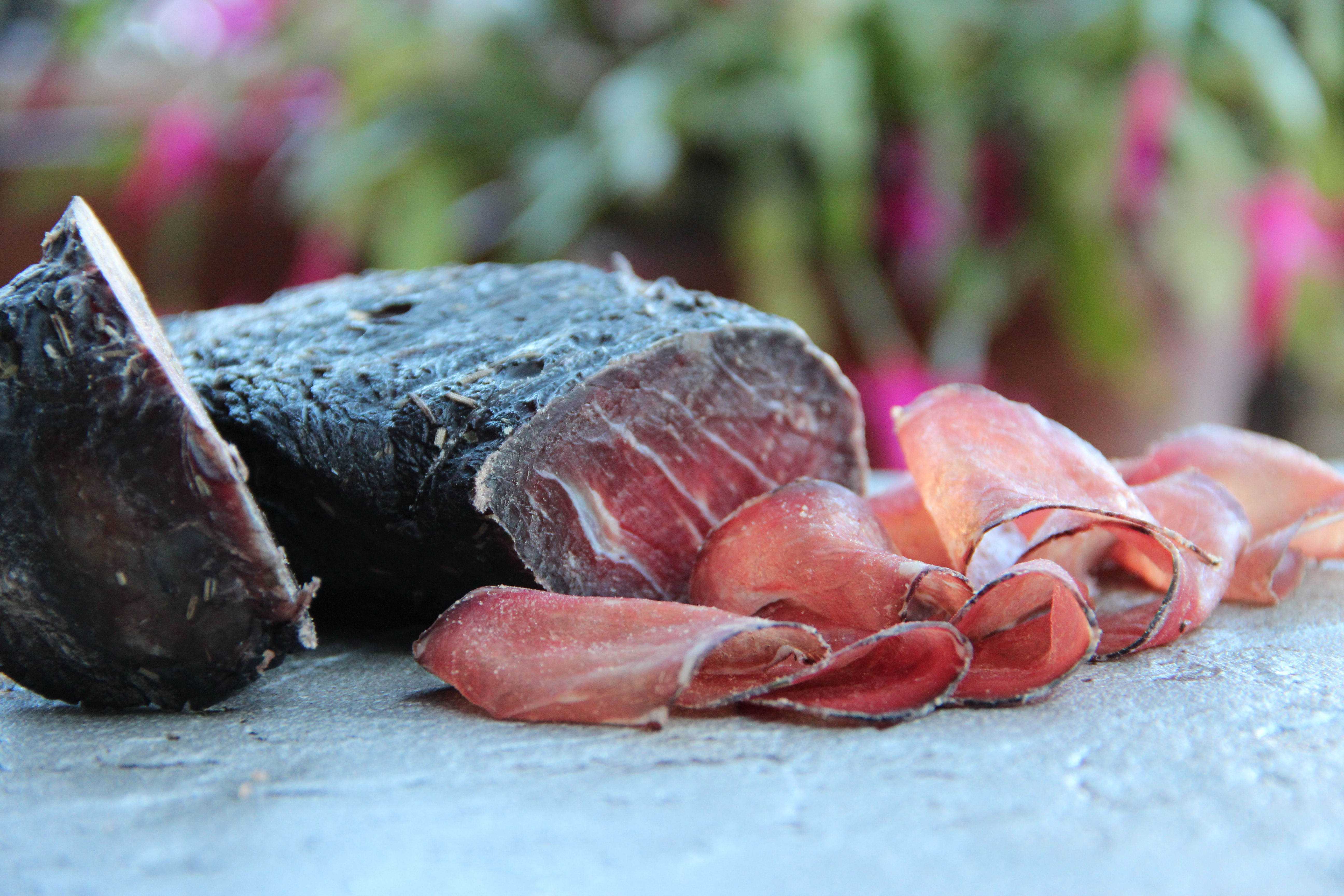
Viande séchée des Alpes suisses

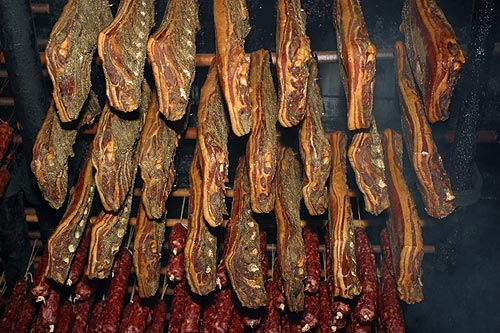
Fumage de lards et de saucisses

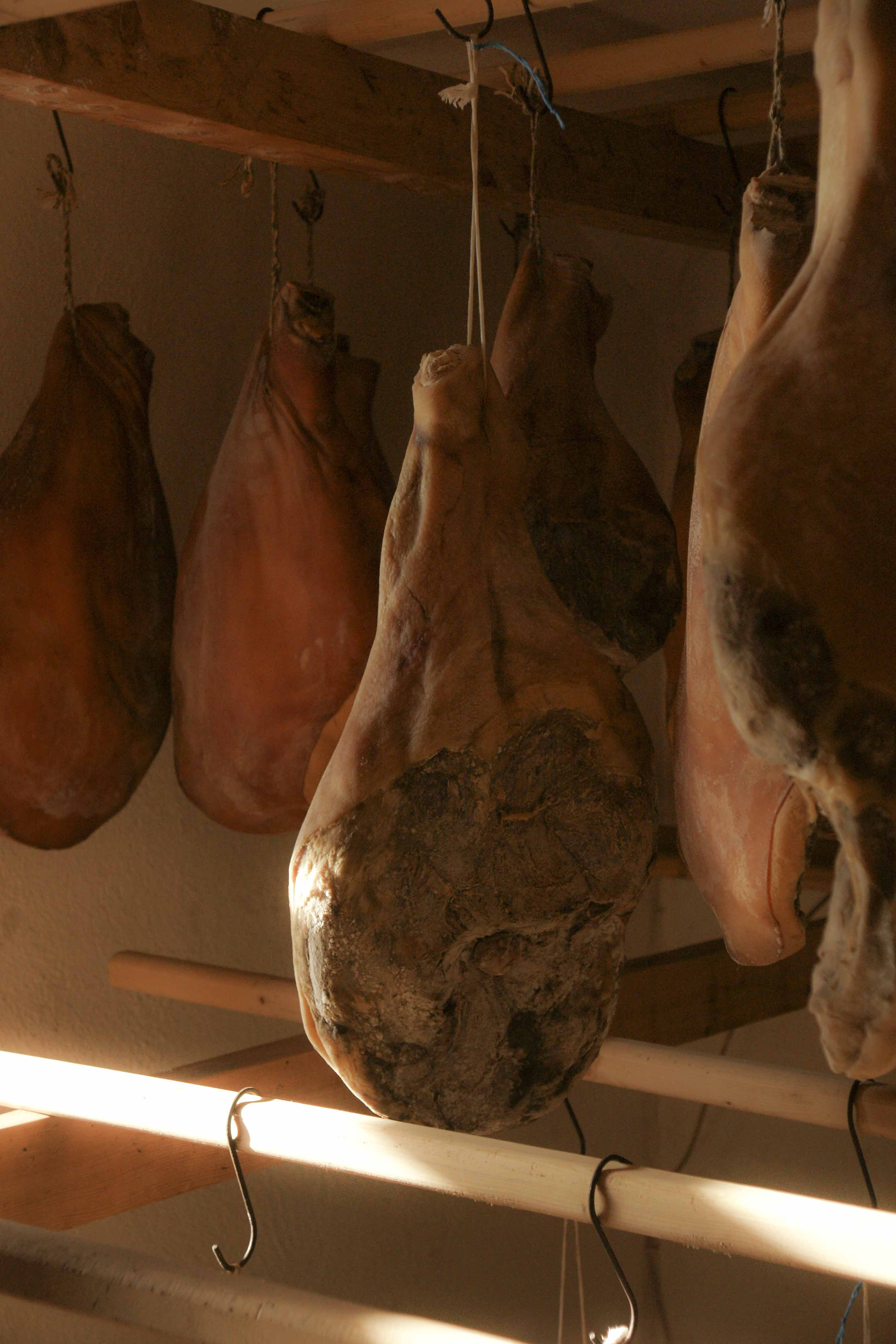
Séchage de viande aux Grisons

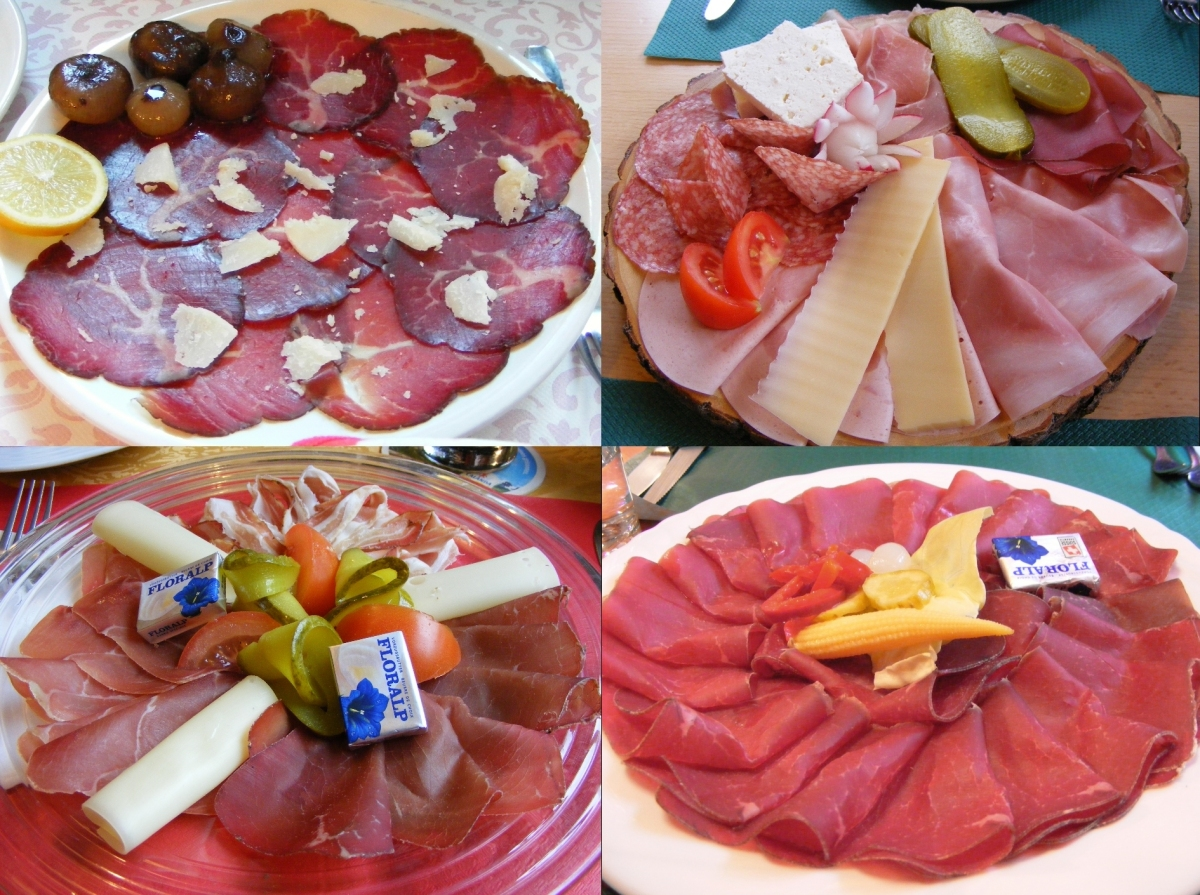
Différentes assiettes de charcuterie

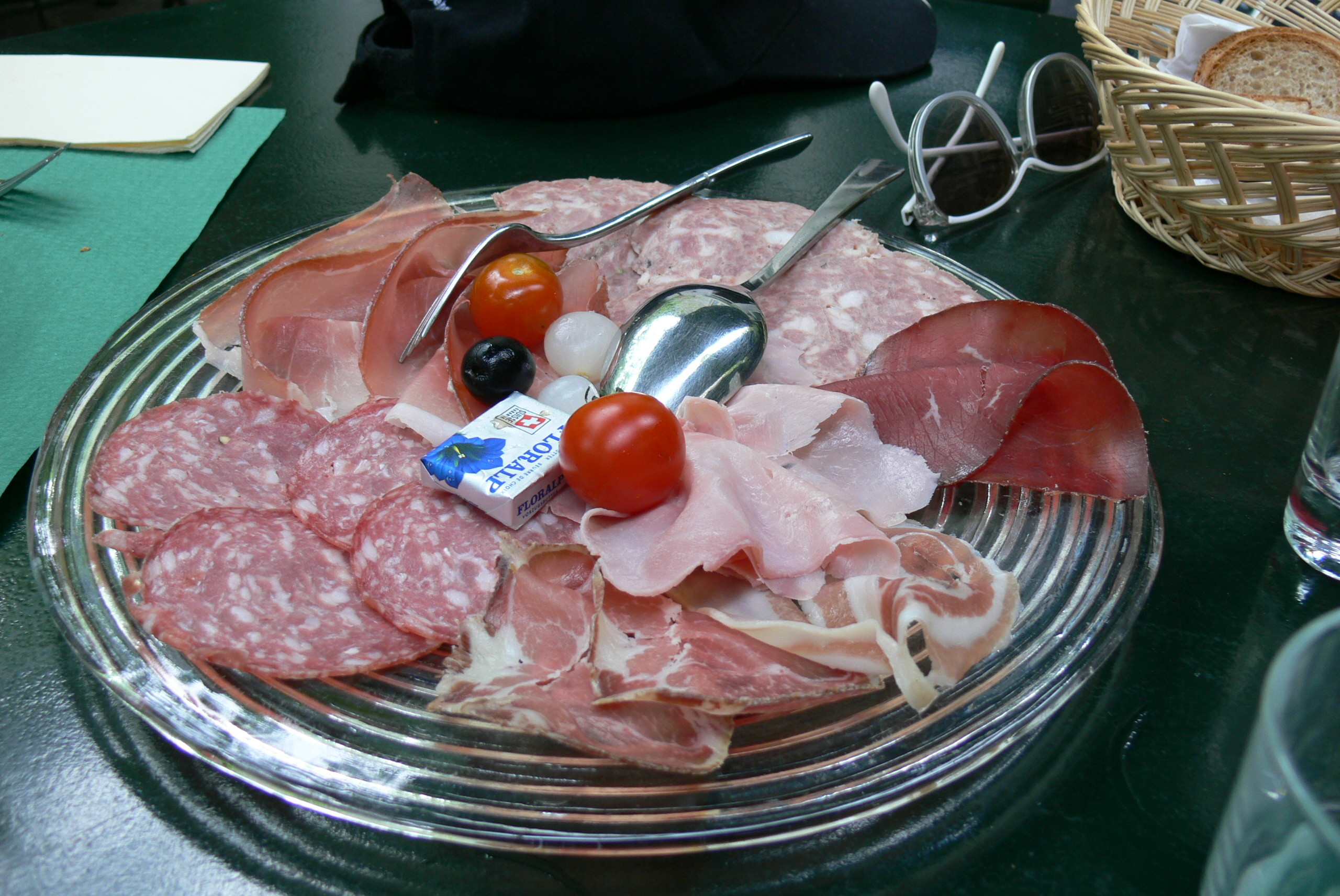
Une assiette de charcuterie au Tessin

- Mostbröckli (de) d'Appenzell, candidat IGP, pièce fumée et séchée de bœuf ou de vache, Appenzell
- Bajoue fumée, Ajoie
- Braisi, brési, bresi, brezi, breusi, breuzil, breusil, brézot ou brésat, pièce de bœuf salée puis brièvement fumée pour la cuisson ou une pièce de bœuf salée, fumée et séchée à l’air et consommée crue, Jura suisse en particulier le canton du Jura et le Jura bernois.
- Bündner Rohschinken / Schambun criv dal Grischun, jambon cru des Grisons, cuisse de porc salée et séchée, Grisons
- Bündnerfleisch, viande des Grisons IGP
- Coppa, à base de la viande de la partie dorsale du cou du porc, consommé cru, en tranches, Tessin, Grisons italophones et nord de l'Italie
- Fleischkäse ou fromage d'Italie en Romandie
- Jambon cru, jambon à l'os, jambon sec, jambon roulé
- Jambon de campagne (Bauernschinken), viande de porc salée, fumée et cuite
- Jambon cru du Valais IGP
- Jambon cuit dans l'asphalte
- Jambon de la borne, candidat AOP depuis 2006, (jambon de campagne, jambon à l’os), jambon de porc fumé. Produit important du patrimoine culinaire fribourgeois, notamment durant le repas de la fête de la Bénichon. Il est fumé à la borne, une grande cheminée ouverte dont la hotte est en planches, présente par le passé dans la plupart des fermes fribourgeoises, Canton de Fribourg et Broye vaudoise
- Jarret de porc, Schweinshaxe ou Gnagi
- Lammlidji, gigot d'agneau séché
- Lard / Bauernspeck / Lardo à manger cru, lard fumé, lard de campagne, lard sec, lard sec fumé, etc.
  - Lard sec du Valais IGP
- Lardo, lard consommé cru, en tranches minces, Tessin et Val Mesolcina
- Oss in bogia, Tessin et Val Mesolcina
- Pâté des Princes-Évêques, pâté en croûte de viande de porc, Jura
- Pâté à la viande, pâté de campagne, pâté en croûte, pâté de lapin
- Pâté vaudois
- Pancetta piana, bacon (ventre de porc croustillant), Tessin et Grisons italophones
- Pavé des Moines, Jura
- Prosciutto crudo della Mesolcina, jambon de porc avec ou sans os aromatisé à l'ail, séché et fumé, Tessin
- Tête marbrée en Suisse romande (Schwartenmagen en Suisse alémanique), éventuellement appelée fromage de tête ou fromage de porc, ou gelée de ménage dans le Jura ; Produite dans toute la Suisse mais la tradition de la tête marbrée est particulièrement vivace dans les cantons du Jura et de Vaud
- Schwinigi Stückli, pièce de cou de porc fumée, avec le gras et les os, arrière-pays d'Appenzell (AI, AR, SG)
- Terrines
- Viandes fumées fribourgeoises, viande bovine
- Viandes fumées jurassiennes, viande de porc
- Viandes séchées, le plus souvent de bœuf
- Viande séchée du Valais IGP, viande bovine
- Violini di capra e camoscio, cuisse ou éventuellement l'épaule de chèvre ou de chamois salée et séchée, Tessin

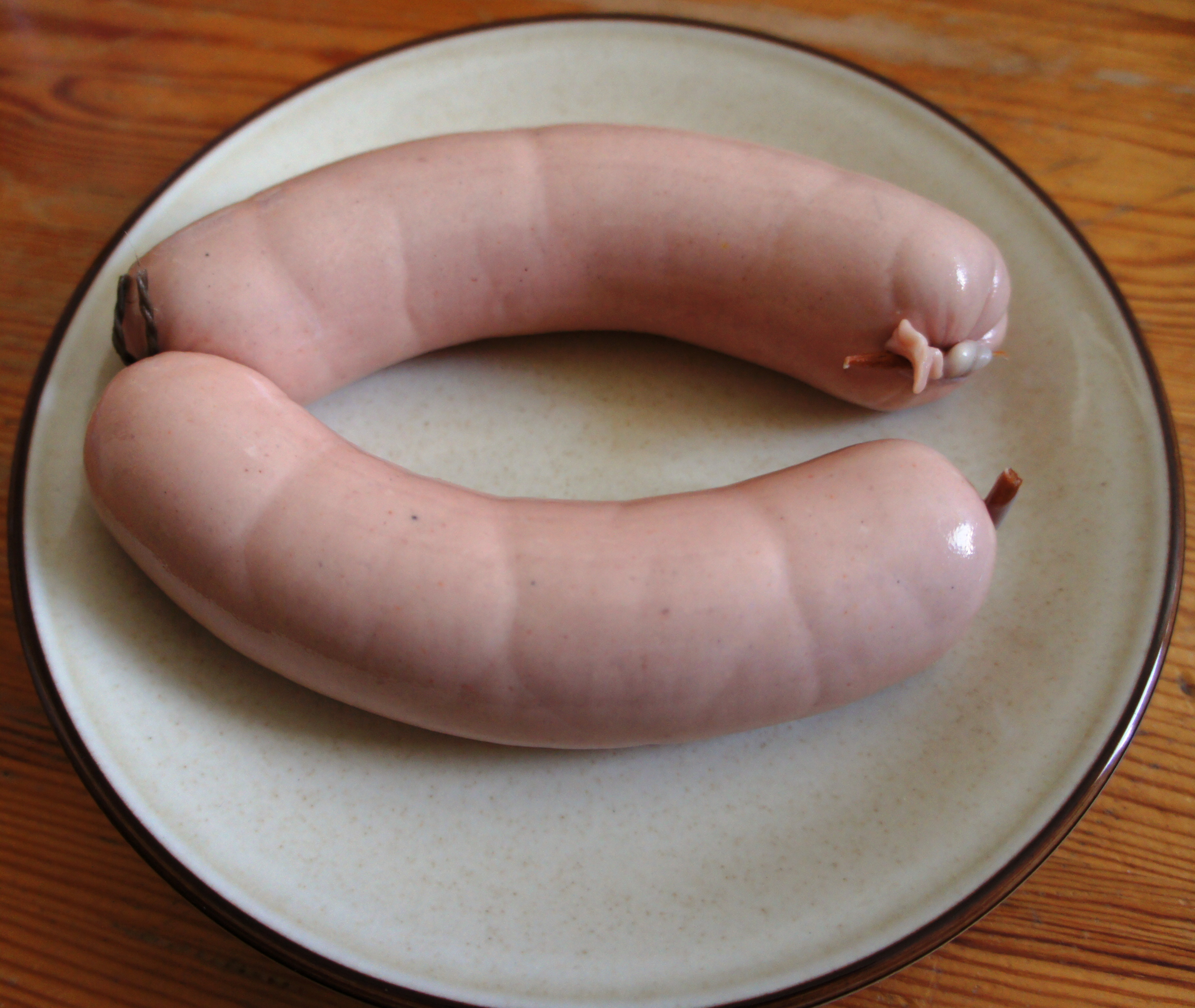
Saucisses d'Appenzell

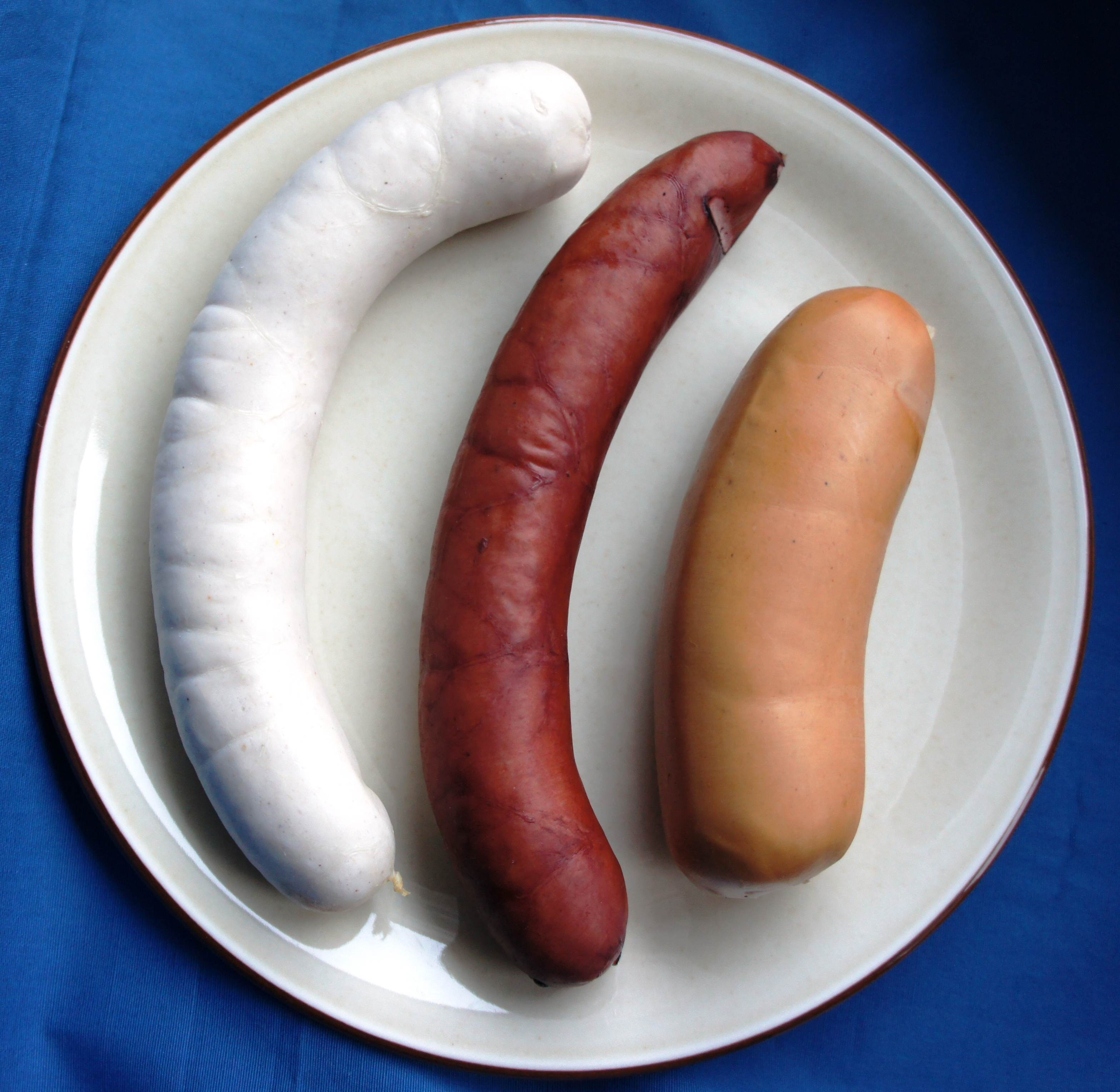
Une bratwurst de Saint-Gall, une schüblig de Saint-Gall et un cervelat

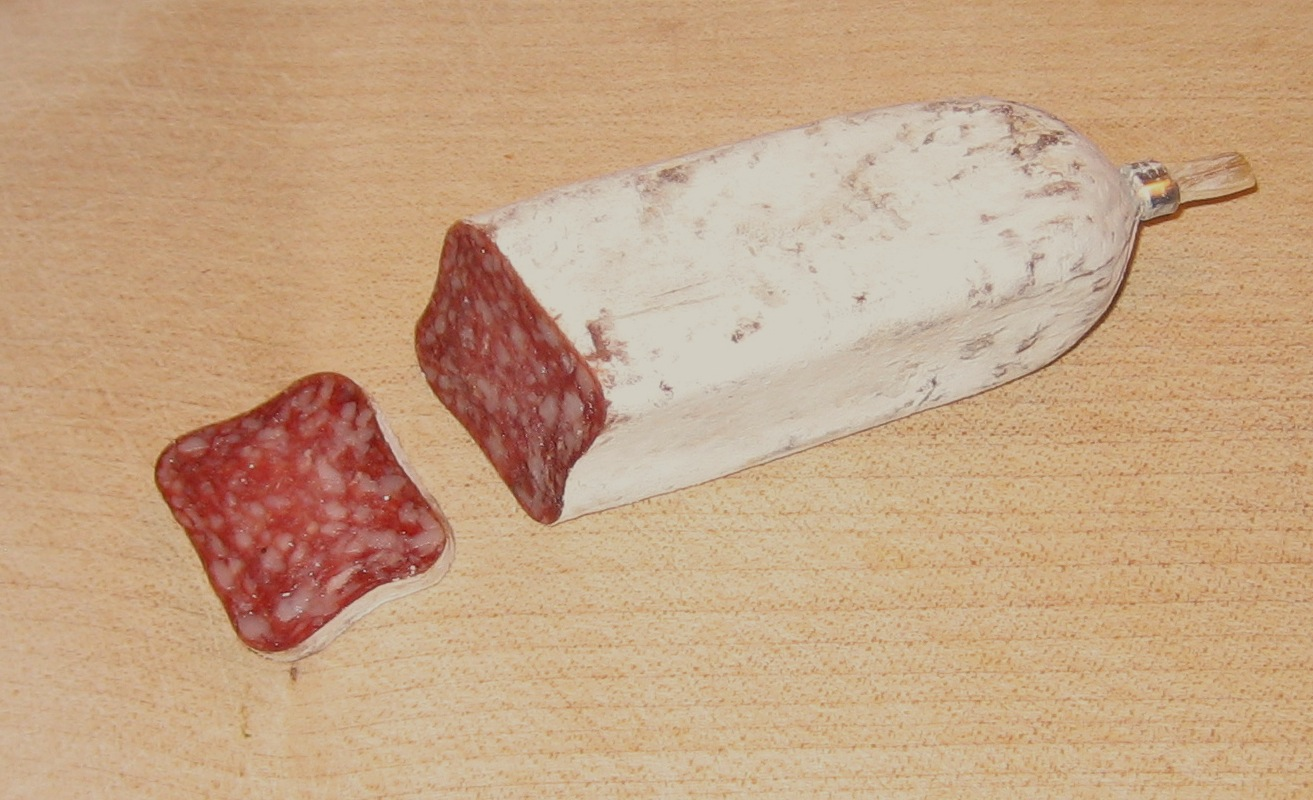
Salziz (Grisons)

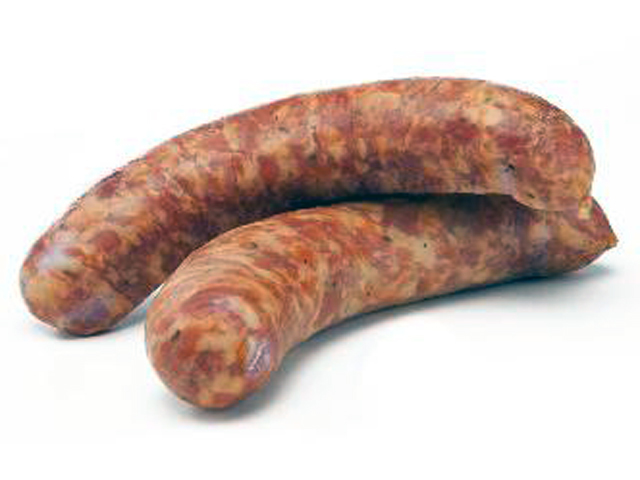
Saucisses d’Ajoie

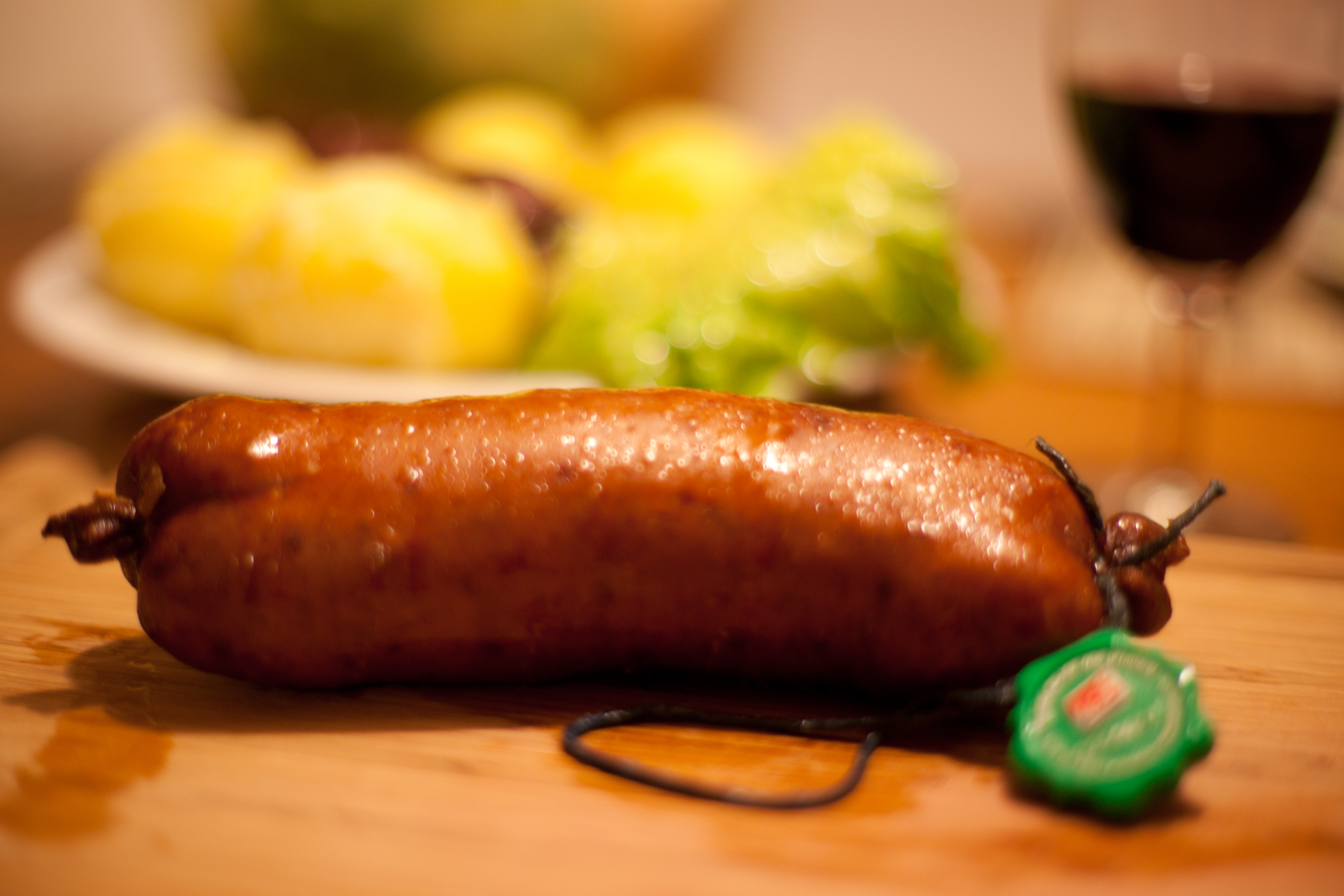
Saucisson vaudois

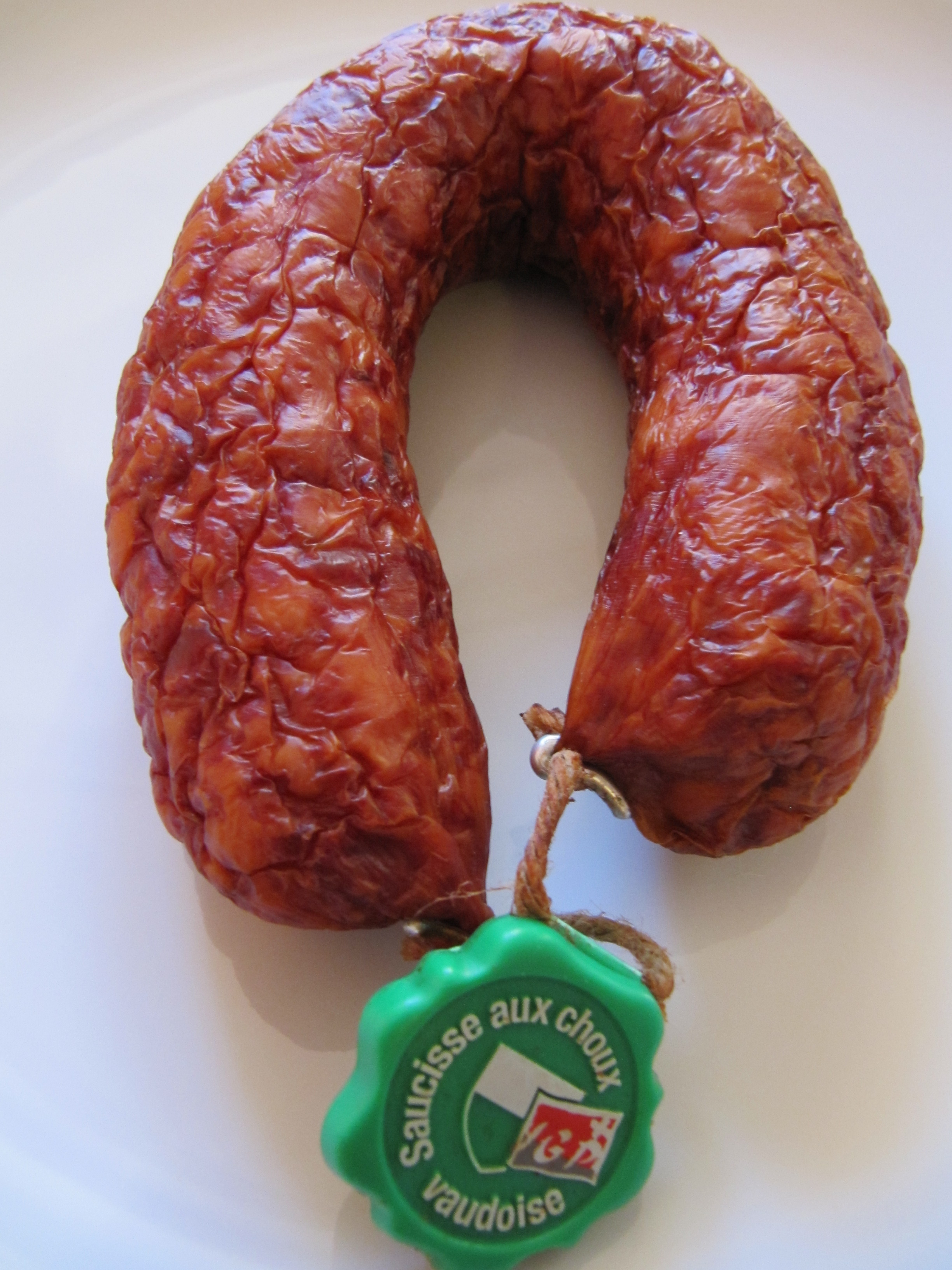
Saucisse aux choux vaudoise

#### Saucisses
- Aargauer Sonntagswurst, saucisse bouille de viande de veau et de porc, Argovie
- Appenzeller Pantli (de), candidat IGP, saucisse crue à l'ail, fumée ou séchée à l'air composée de viande (chair musculaire) de bœuf et de porc et de lard, Appenzell
- Appenzeller Siedwurst (de), candidat IGP, saucisse bouillie de bœuf et de porc, éventuellement de veau, Appenzell
- Boudin à la crème
- Boudin noir
- Boutefas, AOP, saucisson traditionnel vaudois et fribourgeois
- Cervelas produit de grande consommation et fabriqué industriellement.
- Chantzet, boudin à base de choux et de viande de porc, typique du Pays-d'Enhaut
- Churer Beinwurst / Liongia cun ossa, saucisse crue fumée de viande de porc dans un intestin de bovin, Grisons
- Cicitt, longue et mince saucisse de chèvre, Tessin
- Cotechino, grosse saucisse de porc à cuire, Tessin, Grisons italophones et nord de l'Italie
- Emmentaler Bauernbratwurst, saucisse à rôtir paysanne d’Emmental, saucisse crue composée de viande de porc dont la maturation a été interrompue
- Emmentalerli, saucisse fumée de bœuf, porc, lard, couenne et épices. Emmental et environs
- Engadiner Hauswurst / Liongia engiadinaisa, saucisse d'Engadine, saucisse de bœuf et de porc cuite et fumée, Grisons
- Frauenfelder Salzissen, saucisse bouillie principalement consommée chaude, composée de viande de bœuf, de porc et de veau, de lard de cou et de couenne, de couleur verte ou brune pour la fumée, région de Frauenfeld.
- Gendarme (Landjäger)
- Glarner Kalberwurst (de) IGP (Chalberwurscht), saucisse blanche bouillie de veau, lard (Wurstspeck), lait, œuf, pain blanc et d'épices, Glaris
- Glarner Netzbraten, saucisse sous forme de « rôti », cuite ficelée au four, composée de viande de veau et de porc, de lard ou de couenne, de tête de veau, d'eau ou de lait et d'épices, Glaris
- Glarner Schüblig, saucisse cuite de couleur verte faite de bœuf, de porc et de lard, Glaris
- Gumpesel, saucisse à manger crue au goût prononcé de fumé faite avec de la viande de porc et de bœuf
- Hallauer Schinkenwurst, saucisse cuite et fumée, principalement consommée en tranches. Hallau et canton de Schaffhouse, agglomération Zurichoise
- Kartoffelwurst / Liongia da tartuffels, saucisse de pomme de terre, deux variantes : l'une à base de viande de bœuf et de porc, parfois de foie, séchée à l'air pendant plusieurs semaines. Elle prend une couleur très sombre en raison du sang qu'elle contient. La seconde est une sorte de siedwurst faite de bœuf haché, Grisons
- Krakauer Wurst, saucisse bouille de viande de bœuf et de porc, Lucerne
- La Longeole, saucisse de Genève, non fumée, IGP
- Luganighe, saucisse de porc à cuire, Tessin, Grisons, nord de l'Italie
- Luganighetta, saucisse de porc à rôtir, Tessin et Grisons italophones
- Mortadella di fegato, mortadelle de foie de porc à base de viande de porc, deux versions : l'une pour être mangée crue et l'autre cuite.
- Ramswurst, saucisse crue fumée à base de viande de porc et de bœuf
- Randenwurst, (saucisse aux racines rouges), saucisse sèche à la betterave rouge, du Haut-Valais
- Salami de bœuf, de porc, de gibier, etc.
- Salsiz (de), saucisse de porc et de bœuf séchée à l'air, coupé en tranches minces et généralement consommés crus, Grisons
- Saucisses sèches pouvant contenir de la viande de porc, de bœuf, de mouton, d'agneau, de chèvre, de cheval, de gibier assaisonnée à l’ail, aux épices, à l'absinthe, au chanvre, au bourgeon de sapin, aux myrtilles, aux noisettes, aux noix, etc.
- Saucisses sèches valaisannes, saucisses sèches ou de bœuf ou aux légumes, le plus souvent les trois à la fois
- Saucisse à rôtir, Bratwurst (de) en suisse alémanique, composée de porc ou parfois de sanglier. Embossée dans du boyau plus fin et sous forme de petites saucisses, on l'appelle chipolata en Suisse romande
- Saucisse aux choux, saucisse d'origine vaudoise IGP
- Saucisse d'Ajoie IGP
- Saucisses sèches
- Saucissons,
- Saucisson fribourgeois, souvent fumé « à la borne »
- Saucisson neuchâtelois et saucisse neuchâteloise IGP
- Saucisson de Payerne
- Saucissons secs composé le plus souvent de viande de porc et/ou de bœuf, à l'ail, au poivre, aux herbes
- Saucisson vaudois IGP
- Schwartenwurst, saucisse crue dont la maturation a été interrompue, Berne et Grisons
- Saucisse de veau de Saint-Gall, saucisse blanche échaudée non fumée, la teneur en viande maigre se compose d'au moins 50 % de veau ; Saint-Gall et toute la Suisse (industrie et boucherie)
- Schüblig (de) de Saint-Gall, saucisse bouillie fumée de bœuf, de porc et de lard
- Augustiner Schüblig, saucisse cuite de couleur rouge faite de viande de bœuf, de porc et de lard, similaire au cervelas mais plus grande et composé de morceaux de viande plus grossiers. Elle est de couleur rouge en raison de la coloration du bain dans lequel l'intestin est plongé, Schlieren (canton de Zurich)
- Bauernschüblig (Schüblig paysan, saucisse paysanne ou une saucisse fumée), saucisses crues à base de viande de bœuf et de porc qui ressemblent aux gendarmes, Suisse alémanique (Suisse orientale, régions autour de Zurich, parties des cantons d’Argovie et de Lucerne, les cantons de Bâle et de Berne)
- Bassersdorfer Schüblig, (Schwartz Wurst), saucisse cuite de couleur noire faite de viande de bœuf, de porc et de lard, similaire au cervelas mais plus grande et composé de morceaux de viande plus grossiers, Bassersdorf (canton de Zurich)
- Toggenburger Bauernschüblig, saucisse paysanne crue de viande de vache et de porc, généralement elle se mange crue, Toggenburg
- Cervelas (Stumpen) de Saint-Gall, saucisse cuite très fumée fabriquée à partir de la viande de vache et de porc. Saint-Gall et régions voisines de la Suisse orientale.
- Salame, salami, saucisse de viande de porc consommé cru, Tessin
- Urner Hauswurst, saucisse maison Urner, saucisse crue à consommer crue, composée de viande de vaches, de porcs et de chèvres et/ou de viande de cerf, Uri